# 泊一火
泊 一火（とまり いっか、生没年不詳）は、戦国時代から安土桃山時代にかけての砲術家。通称は兵部少輔。

## 経歴・人物
筑前の人物。天正年間、大隅の種子島に渡り7年の修行により砲術を究め一火流砲術を興した。弟子に岡田重勝など。